# Fox News

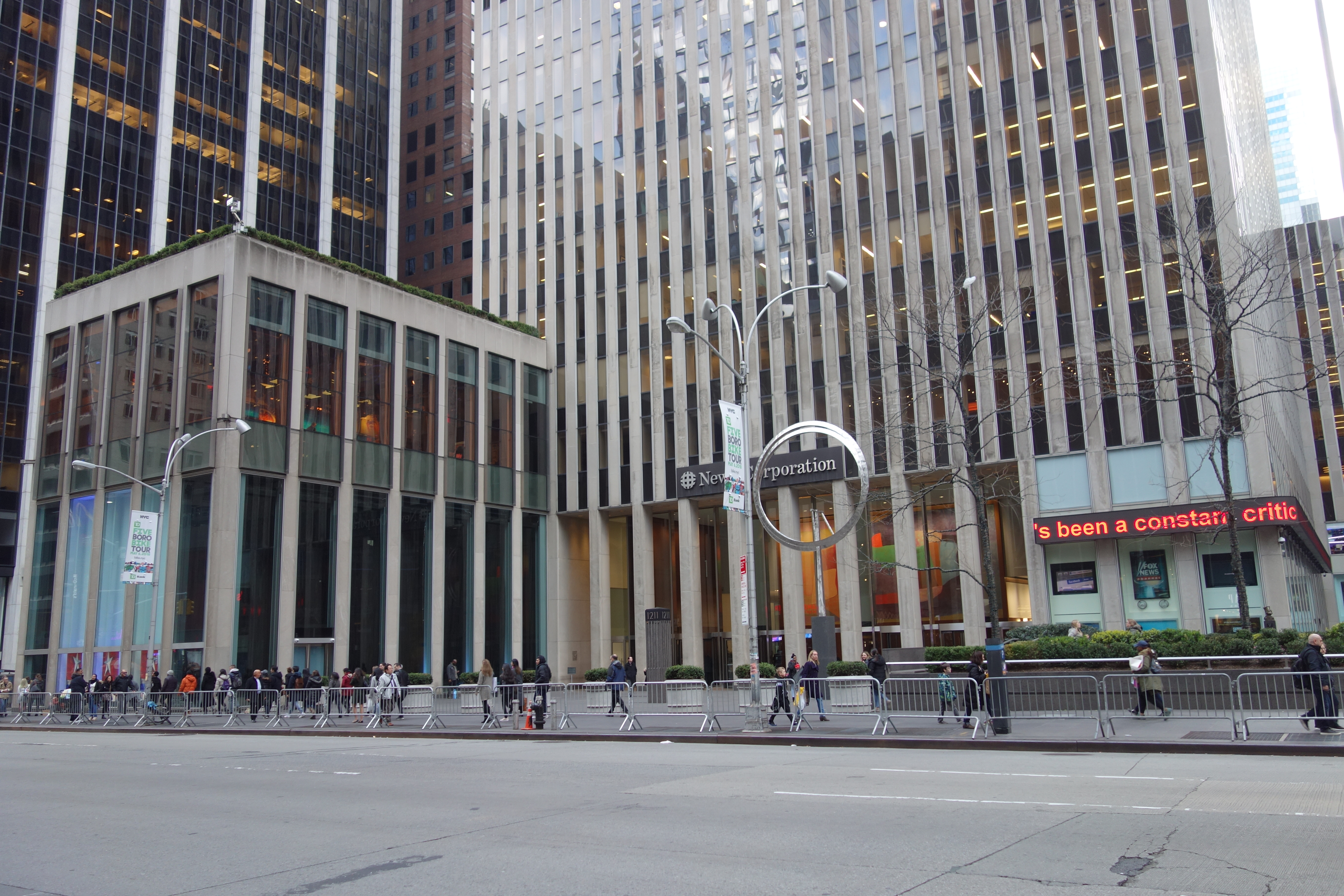
Siedziba i studia kanału Fox News w Nowym Jorku

Fox News – amerykańska całodobowa stacja informacyjna o profilu konserwatywnym, należąca do spółki Fox News Group, która należała kolejno do News Corporation (1996–2013) oraz 21st Century Fox (2013–2019), a obecnie jest własnością Fox Corporation. Istnieje od 7 października 1996. Począwszy od stycznia 2005 jest dostępna dla 85 milionów rodzin w USA. W czasach kiedy stacja ta powstawała mogło ją oglądać tylko 17 milionów osób. W Nowym Jorku program inauguracyjny mogło obejrzeć tylko 400 tysięcy abonentów Cablevision Systems na Bronksie i Brooklynie, ponieważ pozostali właściciele telewizji kablowych zbojkotowali nowy kanał. Jednak każdy, kto chciał zobaczyć nowy program, mógł to zrobić na rogu ulic 48th Street i Avenue of the Americas, gdzie przez oszklone witryny można było oglądać główne studio Fox News.
Fox News to pierwsza telewizja, która zastosowała pasek informacyjny na dole ekranu. Sposób przekazywania wiadomości – nazywany dziś ticker – przyjął się szybko również u innych nadawców.
Fox News jest najchętniej oglądaną stacją informacyjną w USA. Powstała parę miesięcy po uruchomieniu konkurencyjnej stacji MSNBC. Przygotowania do uruchomienia stacji rozpoczęły się, gdy magnat mediowy Rupert Murdoch zatrudnił byłego szefa NBC i republikanina Rogera Ailesa jako założyciela i pierwszego CEO.

## Dostępność

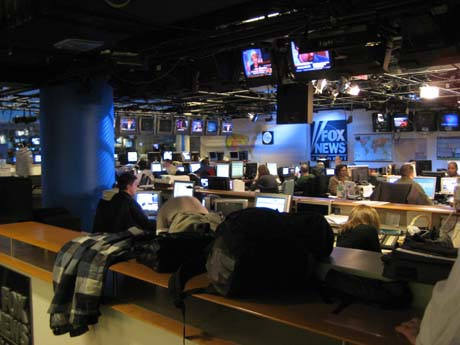
Newsroom telewizji Fox News w 2007

Dostępność Fox News na świecie

Fox News Channel jest dostępny m.in. w Australii, Brazylii, Kanadzie, Nowej Zelandii i Wielkiej Brytanii oraz od 16 października 2020 poprzez usługę streamingową Fox News International w Austrii, Belgii, Danii, Finlandii, Grecji, Holandii, Luksemburgu, Polsce, Rumunii, Szwecji i na Węgrzech.